# 塞特丰
塞特丰（法語：Septfonds，法語發音：[sɛtfɔ̃]）是法国奧克西塔尼大區塔恩-加龙省的一个市镇，属于蒙托邦区。

## 地名
该地名“Septfonds”发音为[sɛtfɔ̃]，字母“t”发音，《世界地名翻译大辞典》与《世界地名译名词典》将其误译作“塞丰”。

## 地理
塞特丰（44°10'43"N, 1°37'6"E）面积27.05 平方千米，位于法国奧克西塔尼大區塔恩-加龙省，该省份为法国西南部内陆省份，北起顺时针与洛特省、阿韦龙省、塔恩省、上加龙省、热尔省和洛特-加龙省接壤。
与塞特丰接壤的市镇（或旧市镇、城区）包括：科萨德、凯里耶克、拉沃雷特、蒙泰伊、圣安托南-诺布勒瓦勒、圣西尔克、圣乔治。
塞特丰的时区为UTC+01:00、UTC+02:00（夏令时）。

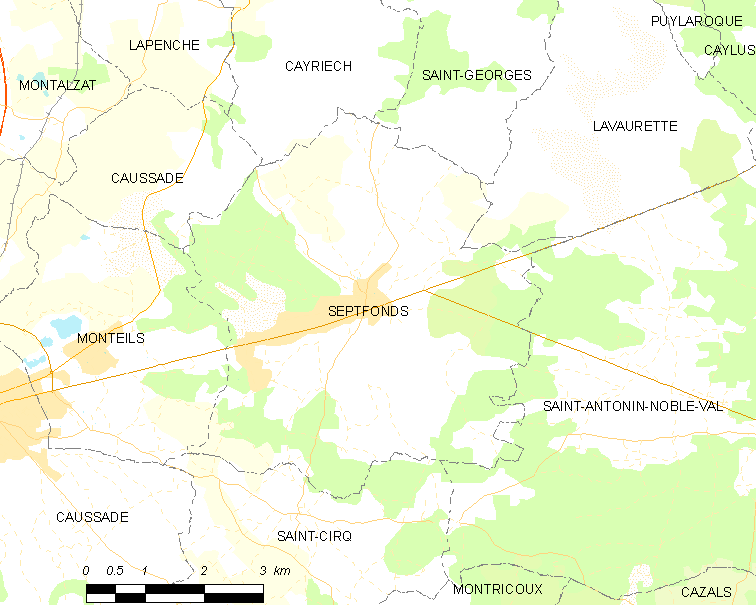
塞特丰的OSM定位图

## 行政
塞特丰的邮政编码为82240，INSEE市镇编码为82179。

## 政治
塞特丰所属的省级选区为凯尔西-鲁埃格县。

## 人口

1962-2008年间塞特丰人口变化图示

塞特丰于2022年1月1日时的人口数量为2254人。